# Cybocephalus dinghushanensis
Cybocephalus dinghushanensis là một loài bọ cánh cứng trong họ Cybocephalidae. Loài này được Tian miêu tả khoa học năm 1996.